# Michael Kenna
 (février 2024).
Si vous disposez d'ouvrages ou d'articles de référence ou si vous connaissez des sites web de qualité traitant du thème abordé ici, merci de compléter l'article en donnant les références utiles à sa vérifiabilité et en les liant à la section « Notes et références ».
Pour les articles homonymes, voir Kenna (homonymie).
Michael Kenna, né le 20 novembre 1953 à Widnes,  Lancashire, Angleterre, est un photographe de paysage en noir et blanc. Il vit actuellement à Seattle, aux États-Unis.

## Biographie
Michael Kenna est né à Widnes, Lancashire, petite ville industrielle du nord de l'Angleterre, en 1953.
Très jeune, il se passionne pour les Arts et s'inscrit à la Banbury school of Art, Oxfordshire en 1972 puis au London College of Printing où il étudie la photographie. Il est diplômé en 1976.
Ses photographies, souvent faites à l'aube ou aux heures sombres de la nuit, dans la brume ou le brouillard, se concentrent principalement sur l'interaction entre les paysages naturels et les paysages anthropisés. 
En 2022, il fait don de l'intégralité de ses archives photographiques à la Médiathèque du patrimoine et de la photographie.

## Expositions
L’œuvre de Michael Kenna a fait l’objet de très nombreuses expositions à travers le monde.

### Expositions individuelles
- 12 octobre 2009 - 25 janvier 2010 : exposition rétrospective, Bibliothèque nationale, Paris. L'évènement se poursuit à travers une exposition virtuelle[2].
- 23 octobre 2021 au 15 avril 2022 : Michael Kenna, la lumière de l'ombre : photographies des camps nazis, Champigny-sur-Marne[3],[4].
- 11 juin 2025 au 29 septembre 2025 : Haikus d'argent, L'Asie photographiée par Michael Kenna, Musée national des Arts asiatiques - Guimet, Paris[5].

### Expositions collectives
- Dans la vague, exposition inspirée par l'estampe emblématique d'Hokusaï La Grande Vague, avec des œuvres d'une vingtaine d'artistes, parmi lesquels Noémie Goudal, Harry Gruyaert, Michael Kenna, Arno Rafael Minkkinen, Sarah Moon, Martin Parr, Bernard Plossu, Campredon art & image, L'Isle-sur-la-Sorgue, du 30 mars au 6 octobre 2024

## Collections
Ses tirages sont présents dans les collections permanentes de :
- la Médiathèque du patrimoine et de la photographie, France
- la Bibliothèque nationale de France
- du Musée métropolitain de la photographie de Tokyo
- de la National Gallery of Art, Washington
- du Musée des Beaux-Arts de Shanghai
- du Victoria and Albert Museum, Londres
- du Musée de la Résistance nationale

## Publications
- 1995 : The Rouge, Ram Publications, Santa Monica

Années 2000 à 2009
- 2000 : Michael Kenna - Retrospective, Nazraeli Press
- 2001 : L'Impossible Oubli, les camps nazis cinquante ans après, éditions Marval, Paris
- 2002 : Et la dentelle ? L'industrie d'une ville : Calais, texte de Noël Jouenne, éditions Marval, Paris
- 2003 : Japan, Nazraeli Press
- 2003 : Calais Lace, text by Noël Jouenne, Nazraeli Press, Tucson AZ
- 2004 : Michael Kenna - Retrospective Two, Nazraeli Press
- 2006 : Hokkaido, Nazraeli Press
- 2009 : Michael Kenna - Restrospective, BnF, Paris

Années 2010 à aujourd'hui
- 2011 : Huangshan, Nazraeli Press
- 2011 : In France, Nazraeli Press
- 2012 : Philosopher's Tree, Gallery Kong
- 2013 : Shinan, Nazraeli Press
- 2014 : China, Posts and Telecom Press and Timeless Gallery
- 2014 : France, Nazraeli Press
- 2015 : Kussharo Lake, Nazraeli Press
- 2015 : Forms of Japan, Prestel Publishing
- 2016 : Rouge, Prestel Publishing
- 2016 : In Hokkaido, RAM, Japon
- 2016 : Confessionali, Reggio Emilia 2007-2016, Corsiero Editore
- 2017 : Abruzzo, Nazraeli Press
- 2017 : Holga, Prestel Publishing
- 2017 : Huangshan, The Yellow Mountain, Nazraeli Press
- 2018 : One Sunday in Beijing, Éditions Bessard, France.
- 2018 : DMZ - The 38th Parallel, Nazraeli Press, USA.
- 2018 :  Michael Kenna - A 45 Year Odyssey, RAM, Tokyo.
- 2018 : Rafu. Nazraeli Press Publiher, USA et Shuppan-Kyodosha, Japon.
- 2018 : Ikigai & other Japanese words to live by., Modern Books, England.
- 2019 : Korea - Part 1. Publisher: Gallery K.O.N.G., Corée du Sud, texte de Michael Kenna.
- 2019 :  Des oiseaux, Éditions Xavier Barral, texte de Guilhem Lesaffre, France
- 2020 : Buddha, Prestel Publishing
- 2020 : Notre-Dame de Paris, Nazraeli Press Publisher, USA
- 2020 : Il Fiume PO, Corsiere Editore, texte de Sandro Parmiggiani, Italie
- 2021 : La Lumière de l'Ombre, Musée de la Résistance nationale, France
- 2021 : Northern England (1983-1986), Nazraeli Press Publisher, USA
- 2021 : Saint Joseph Upholland, Prestel Publishing
- 2022 : Arbres : Trees, Skira

## Distinctions
- Chevalier de l'ordre des Arts et des Lettres, Ministère de la culture, France, 2000
- Officier de l'ordre des Arts et des Lettres, Ministère de la culture, France, 2022